# Wise Men of Gotham

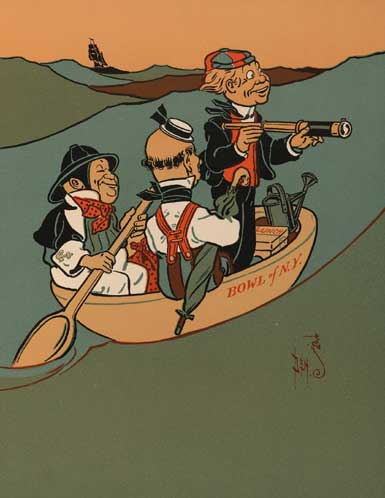
Gravura da história dos Sábios de Gotham pela edição de 1901 da Mother Goose.

Sábios de Gotham (Wise Men of Gotham) era o nome dado às pessoas do vilarejo de Gotham, em Nottinghamshire, em alusão à sua reputada simplicidade. Contudo, se a tradição for fidedigna, os Gothamenses não eram assim tão simples.
Conta a história que o Rei João pretendia morar na vizinhança, mas os locais prevendo a ruína que viria com os custos de suportarem a corte, fingiram imbecilidade quando os mensageiros reais chegaram. Onde quer que estes iam, mais viam os camponeses envolvidos em alguma tarefa absurda. João, baseado nesse relato, determinou que estabeleceria sua cabana de caça em outro lugar, e os sábios gabaram-se: Achamos que mais tolos por Gotham passaram do que nela ficaram.
Os “tolos de Gotham” (foles of Gotham) são mencionados desde o século XV na obra Towneley Mysteries, e uma coleção de seus trotes foi publicada no século XVI com o título de “Alegres Contos dos Homens Maus de Gotham”, reunidos por AB de Phisicke Doctour. Supunha-se que AB representava Andrew Borde ou Boorde (1490? 1549), famoso entre outras coisas por sua perspicácia, mas ele provavelmente não tinha relação nenhuma com a compilação.
Como caso típico da tolice Gothamense é normalmente citado a história dos aldeões se dando as mãos ao redor de um arbusto para aprisionar um cuco para que este cantasse o ano todo. A localização de tolos é comum à maioria dos países, e há muitos outros reputados centros imbecis na Inglaterra além de Gotham. Temos o povo de Coggeshall, Essex, os “rústicos” (carles) de Austwick, Yorkshire, os “bobos”(gowks) de Gordon, Berwickshire, e por muitos séculos a acusação de tolice foi feita contra as néscias(silly) Suffolk e Norfolk (Descriptio Norfolciensium sobre século XII, impresso em Wright’s Early Mysteries and other Latin Poems). 
Na Alemanha, existem os “Schildburger”, da cidade de “Schilda”, nos Países Baixos, o povo de Kampen, na Boêmia, as pessoas de Kocourkov, na Morávia, as pessoas de Simperk. Entre os antigos gregos, Beócia era a morada dos tolos, entre os Trácios, Abdera, entre os antigos Judeus, Nazaré, entre os antigos asiáticos, Frígia.
Os Sábios de Gotham se reconhecem em uma “cantiga de roda”:
Três sábios de Gotham
Foram numa vasilha ao mar
Se a vasilha fosse mais forte
Esta história iria continuar.